# 大奖赛赛车
大奖赛赛车或稱格兰披治赛车（英文：Grand Prix motor racing）是赛车运动的一种形式，其历史可追溯到1894年在法国开始的有组织的赛车比赛。 它最初只是简单地从一个城镇到另一个城镇的道路赛，很快演变成考验车辆和车手的耐力测试。创新和竞争的推动使得车辆的速度很快达到了100英里每小時（160每小時），但由于当时的比赛在开放公路上进行，以致车手和观众死亡的意外事故频频发生。
大奖赛赛车最终演变成了方程式赛车，而一级方程式赛车则可被视作其直系后代。世界一级方程式锦标赛的每场比赛都仍被称作大奖赛。

## 起源

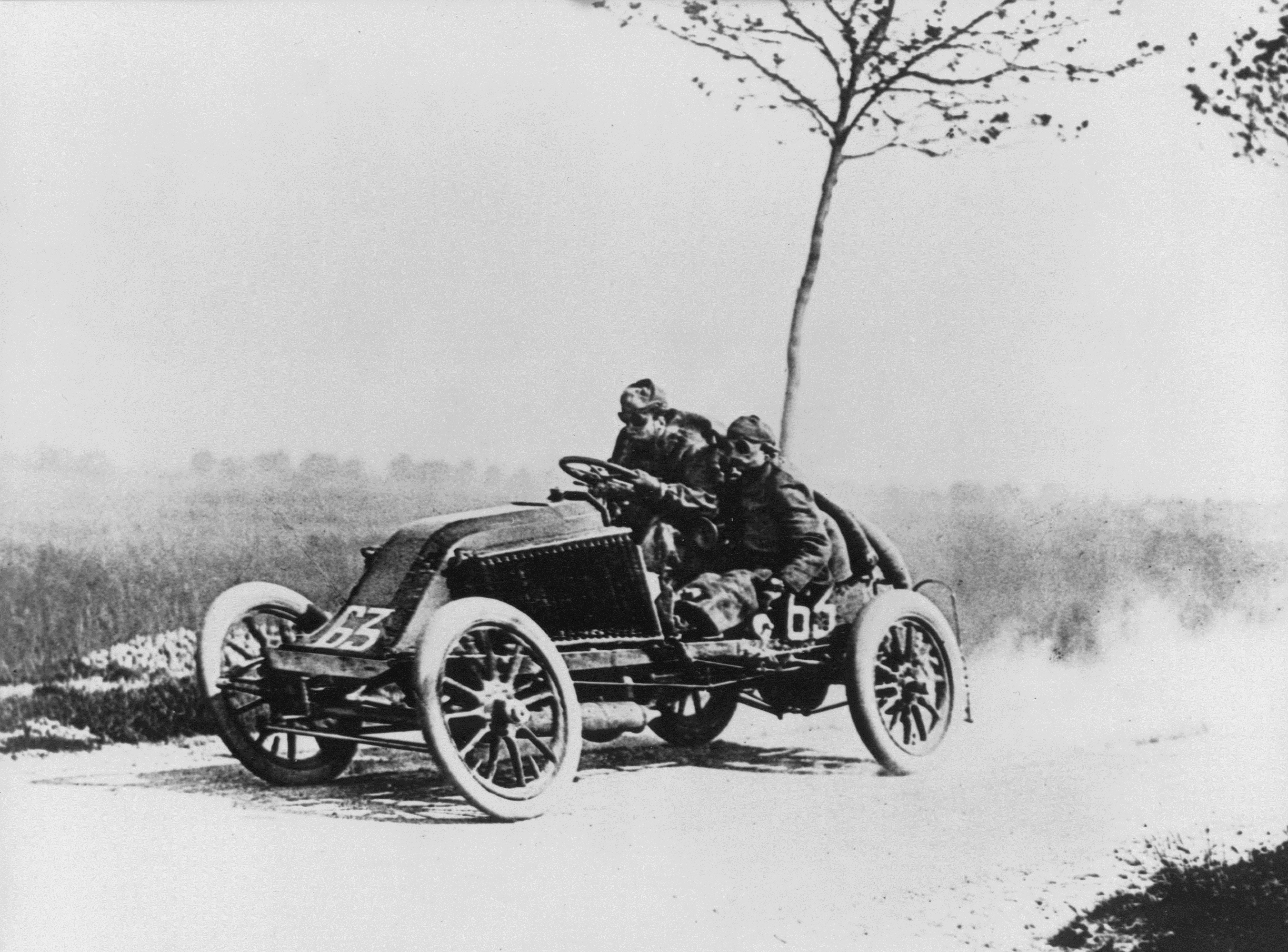
1903年巴黎–马德里赛上的马塞尔·雷诺。

赛车在法国的开始，是法国公众对汽车所怀有的热情的直接结果。 由于可以借赛车比赛来展示他们的汽车，制造商们对此都很热情。 第一场赛车比赛于1894年7月22日举行，由巴黎报纸《小日报》组织。这场巴黎-鲁昂赛全长126 km（78 mi），从巴黎的马约门开始，途径布洛涅林苑，最终到达鲁昂。朱尔-阿尔贝·德迪翁伯爵以6小时48分钟的用时率先到达鲁昂，平均时速为19 km/h（12 mph）。他领先驾驶标致汽车的阿尔贝·勒迈特3分30秒，随后是同样驾驶标致汽车的奥古斯特·多里奥（落后16分30秒）、驾驶庞阿尔的勒内·庞阿尔（落后33分30秒）和驾驶庞阿尔的埃米尔·勒瓦索尔（落后55分30秒）。正式的获胜者是标致和庞阿尔，因为汽车是以速度，操控性和安全性来评判的，而德迪翁的蒸汽车需要加煤，评委们认为它不符合标准。
1900年，《纽约先驱报》和《国际先驱论坛报》的所有者小詹姆斯·戈登·贝内特创办了戈登·贝内特杯。他希望国际性赛事的创立会促使汽车制造商改进他们的汽车。 每个国家都被允许最多三辆汽车参赛，这些汽车必须完全在它们所代表的国家内制造，并由该国的汽车管理机构送往参赛。 国际赛车颜色在这项赛事中确立。 1903年的比赛发生在巴黎–马德里赛的伤亡事件之后，所以这场在爱尔兰阿赛举行的比赛虽然是在公路上，但却在封闭赛道中进行：这是第一场封闭赛道赛车比赛。
在美国，威廉·基萨姆·范德比尔特二世于1904年在纽约长岛创办了范德比尔特杯。

## 最早的大奖赛

### 西南赛
一些英语的消息来源错误地将1901年的一场比赛称为波城大奖赛。这可能源于对当代法国消息来源的误译，例如1901年3月的《法国汽车》杂志。 1901年的这场比赛的名称是西南赛（Circuit du Sud-Ouest），它在波城的街道上分三个级别进行。冬宫大奖（Grand Prix du Palais d'Hiver）是为较低级别颁发的奖项名称。波城大奖（Grand Prix de Pau）是为“重型”（最快的）级别颁发的奖项名称。因此驾驶庞阿尔的莫里斯·法曼因他在西南赛的整体胜利而获得了波城大奖。

### 第一场大奖赛以及大赛

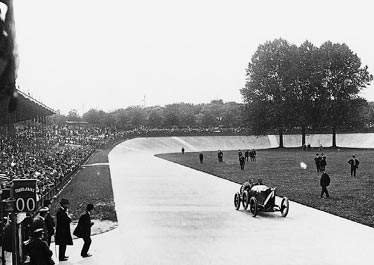
乔治·布瓦洛赢得在法国迪耶普举行的1912年法国大奖赛。

唯一在当时就经常有规律地使用“大奖赛”这一名称的赛事是由法国汽车俱乐部（ACF）组织的，其中第一场比赛发生在1906年。比赛所使用的赛道位于勒芒，大致是一个三角形，每圈长达105（65英里）。每天进行六圈比赛，而每圈则需要花费大约一小时。决定比赛在赛道上进行，而不是在城镇到城镇间的日常公路上进行的原因是1903年的巴黎–马德里赛。在那场比赛中许多车手和行人因事故死亡，其中包括马塞尔·雷诺，比赛被波尔多的法国管理机构叫停，而公路赛事也被禁止。
在来自12家不同汽车制造商的32辆参赛车辆中，驾驶雷诺的匈牙利车手西斯·费伦茨赢得了1906年的这场1,260 km（780 mi）长的比赛。这场比赛被认为是首场大赛（Grande Épreuve），从那时起这个术语便用来表示每年最重要的比赛，最多可以用在八场比赛上。
这一时期的赛车比赛是重要的国家性事件，一些国家设立了自己的赛事，但没有正式的锦标赛来将它们联系在一起。规则因国家和比赛而异，并且通常以最大（而非最小）重量为中心，通过限制发动机尺寸来间接限制动力（10-15 L发动机非常普遍，通常不超过四缸，马力低于50 hp）。赛车上既有车手也有技师，并且除了这两者以外没人被允许修理赛车。雷诺赢得第一场大奖赛的一个关键因素是可拆卸的车轮轮辋（由米其林开发），它使得人们更换轮胎时无需将轮胎和金属管卸下并拉回到轮辋上。考虑到道路的状况，这种修理是很频繁的。

### 政治性编号和更名
20世纪20年代早期，法国汽车俱乐部试图推出一项政治手段：对1906年法国大奖赛之前在法国举行的主要比赛编号并重新命名为法国汽车俱乐部大奖赛，这引发了进一步的历史性混淆。因此，1895年巴黎-波尔多-巴黎赛被更名为第一届法国汽车俱乐部大奖赛；而1906年真正的第一场大奖赛则被更名为第九届法国汽车俱乐部大奖赛。ACF在1933年使用了这种编号，尽管俱乐部的一些成员驳回了它：“仅仅是出于把他们的大奖赛算作世界上最早的大奖赛的幼稚愿望。”

## 赛道发展
在大多数情况下，赛车比赛都是在一条漫长的封闭公路上进行的，而不是专门建造的私人赛道。1906年大奖赛的勒芒赛道以及弗洛里奥盾（在93英里（150）长的西西里公路上比赛），德国陶努斯山区中75英里（121）长的皇帝奖赛赛道以及用于1907年大奖赛的位于法国迪耶普的赛道（仅有48英里（77））。例外的是英格兰的有着陡峭斜坡的近似椭圆的蛋形布鲁克兰兹赛道，于1907年建成；美国的印第安纳波利斯赛道，于1909年首次启用并在1911年举办了首届印第安纳波利斯500；以及意大利的蒙扎国家赛道，于1922年开放。
1908年，美国成为法国之外首个使用大奖赛这一名称举办赛车比赛的国家，在萨凡纳举行。法国之外的首个大赛是在蒙蒂基亚里举行的1921年意大利大奖赛。紧随其后的是比利时和西班牙（1924年），后来传播到包括英国（1926年）在内的其他国家。严格来说，这些大赛仍然不构成一个正式的锦标赛，而是采用各种规则的一些松散的比赛。（规则的方程式出现在第一次世界大战之前，最终是基于发动机尺寸和重量，但并未被普遍采用。）
1904年，许多国家性汽车俱乐部联合起来组建了国际认证汽车俱乐部协会（AIACR）。1922年，国际体育委员会（CSI）代表AIACR获得授权，以规范大奖赛和其他形式的国际赛车比赛。自大奖赛开始以来，比赛依照发动机尺寸和赛车重量的严格“方程式”进行。实际上，这些规则在1928年被抛弃，赛事组织者决定以几乎没有规则限制的方式举办他们的赛事，这是一个被称作自由方程式的时代。从1927年到1934年，被认为拥有大奖赛地位的比赛数量激增，从1927年的五场比赛，到1929年的九场比赛，再到1934年的十八场（第二次世界大战前大奖赛最多的一年）。
在此期间，发生了很多规则上的变化。在斯特拉斯堡举行的1922年法国大奖赛上有一次大规模发车。1925年大奖赛赛季是第一个车中不要求有车上技师的赛季，因为这条规则在上一年汤姆·巴雷特逝世后在欧洲被废除。在1926年的索利图德赛中，梅赛德斯-奔驰车队的赛车经理阿尔弗雷德·诺伊鲍尔首次使用了一个经过深思熟虑的系统——使用旗帜和木板来为车手提供策略信息。

## 二战以前

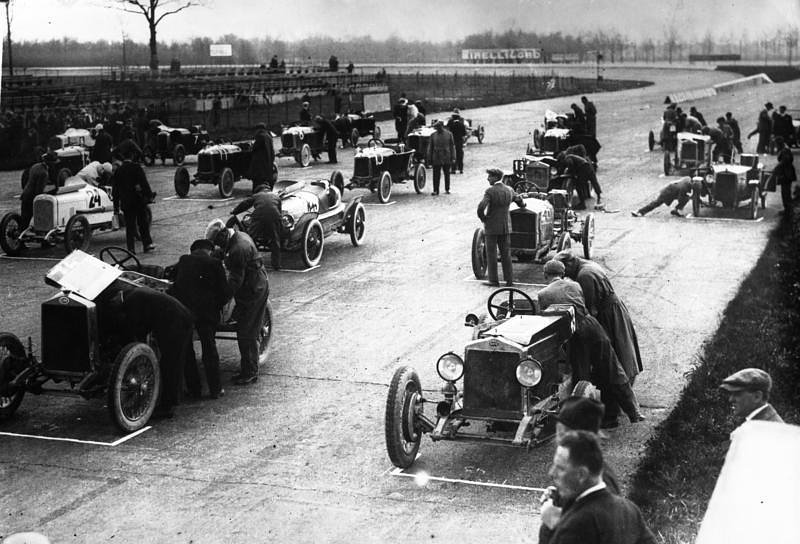
1925年米兰展览会杯发车格

1933年摩纳哥大奖赛是这项运动历史上第一次以计时排位而不是抽签来决定发车顺位的比赛。
所有参赛车辆的涂装都按照国际赛车颜色：
- 法国使用蓝色（法国蓝（英语：Bleu de France (colour)））
- 英国使用绿色（英国赛车绿（英语：British racing green））
- 意大利使用红色（赛车红（英语：Rosso corsa））
- 德国使用白色

注意：从1934年开始，德国人停止了在赛车上使用涂装，据称是梅赛德斯-奔驰W25为了减轻重量。未上漆的德国金属赛车很快被媒体称为银箭。
- 比利时使用黄色

法国汽车继续处于统治地位（由布加迪主导，但也包括德拉热和德拉艾），直到20世纪20年代末意大利人（阿尔法·罗密欧和玛莎拉蒂）开始经常击败法国车。当时德国人设计了独特的赛车，如图所示，奔驰的空气动力学“泪珠状”车身由卡尔·本茨在蒙扎举办的1923年欧洲大奖赛上首次推出。
直到20世纪20年代末，当意大利人（阿尔法罗密欧和玛莎拉蒂）开始经常击败法国汽车时，法国汽车继续占主导地位（由布加迪领导，但也包括德拉格和德拉海耶）。 当时，德国人设计了独特的赛车，如图所示，奔驰空气动力学“泪珠”车身在1931年由蒙扎的欧洲大奖赛由卡尔·奔驰推出。
然而，在20世纪30年代，当纳粹鼓动梅赛德斯和汽车联盟进一步推动帝国的荣耀时，民族主义进入了一个新的阶段。（政府确实向两家制造商提供了一些资金，但是他们得到的援助程度被媒体夸大了；政府补贴大约相当于运营这两个赛车队的成本的10％或更少。） 这两个德国品牌在1935年至1939年期间完全占据了统治地位，在那些年里赢得了所有正式的大奖赛锦标赛（欧洲锦标赛）冠军。这时候的赛车是单座汽车（车上技师在20世纪20年代早期消失），8至16缸增压发动机使用酒精燃料产生超过600 hp（450 kW）。
早在1923年10月，赛车锦标赛这一想法就在巴黎的AIACR年度秋季会议上进行了讨论。然而，讨论集中于制造商对赛车兴趣的增加以及1923年在蒙扎举行的第一届欧洲大奖赛。第一届世界锦标赛于1925年举办，但冠军头衔仅颁给制造商，它包括四场至少800 km（497 mi）长的比赛。组成第一届制造商锦标赛的比赛是印第安纳波利斯500、欧洲大奖赛以及法国大奖赛和意大利大奖赛。1931年，由一些国家举办的重要的大奖赛（名为大赛）组成的欧洲锦标赛的冠军头衔是颁发给车手的，并且在1939年二战爆发之前每年都进行比赛（1933年和1934年除外）。

## 战后及一级方程式
相关条目：一级方程式赛车、一级方程式赛车历史
1946年，第二次世界大战结束之后，只举行了四场有大奖赛资格的比赛。二战前已经制定了世界大奖赛锦标赛的规则，但是直到1947年AIACR重组为国际汽车联合会或简称“FIA”。总部设在巴黎，在1949赛季结束时它宣布1950年他们将联合几个全国性一级方程式大奖赛组成一个车手的世界锦标赛，尽管由于经济困难，1952年和1953年实际上使用的是二级方程式赛车。此外还建立了积分系统，首届锦标赛由七场比赛组成，包括印第安纳波利斯500。第一场世界锦标赛比赛于5月13日在英国的银石赛道举行。
意大利人在早期的世界锦标赛中再次表现出色，无论是制造商还是车手。第一届世界冠军是朱塞佩·法里纳，驾驶阿尔法·罗密欧。法拉利车队在摩纳哥举行的第二场比赛中首次参赛，并且截至2018年仍是史上唯一参加了每届世界锦标赛的制造商。

## 历届大赛
注释：
1950年及以后的大奖赛详见一级方程式赛车大奖赛列表。
斜体字表示该比赛也被称为欧洲大奖赛。

### 1906年–1914年
| 场次 | 1906 | 1907 | 1908 | 1912 | 1913 | 1914 |
| ---- | ---- | ---- | ---- | ---- | ---- | ---- |
| 1    | 法国 | 法国 | 法国 | 法国 | 法国 | 法国 |

### 1921年–1929年
| 场次 | 1921   | 1922   | 1923    | 1924    | 1925    | 1926         | 1927    | 1928    | 1929    |
| ---- | ------ | ------ | ------- | ------- | ------- | ------------ | ------- | ------- | ------- |
| 1    | 法国   | 法国   | 印第500 | 印第500 | 印第500 | 印第500      | 印第500 | 印第500 | 印第500 |
| 2    | 意大利 | 意大利 | 法国    | 法国    | 比利时  | 法国         | 法国    | 意大利  | 法国    |
| 3    |        |        | 意大利  | 意大利  | 法国    | 圣塞瓦斯蒂安 | 西班牙  |         |         |
| 4    |        |        |         |         | 意大利  | 英国         | 意大利  |         |         |
| 5    |        |        |         |         |         | 意大利       | 英国    |         |         |

### 1930年–1939年
| 场次 | 1930    | 1931   | 1932   | 1933   | 1934   | 1935   | 1936   | 1937   | 1938   | 1939   |
| ---- | ------- | ------ | ------ | ------ | ------ | ------ | ------ | ------ | ------ | ------ |
| 1    | 印第500 | 意大利 | 意大利 | 摩纳哥 | 摩纳哥 | 摩纳哥 | 摩纳哥 | 比利时 | 法国   | 比利时 |
| 2    | 比利时  | 法国   | 法国   | 法国   | 法国   | 法国   | 德国   | 德国   | 德国   | 法国   |
| 3    | 法国    | 比利时 | 德国   | 比利时 | 德国   | 比利时 | 瑞士   | 摩纳哥 | 瑞士   | 德国   |
| 4    |         | 德国   |        | 意大利 | 比利时 | 德国   | 意大利 | 瑞士   | 意大利 | 瑞士   |
| 5    |         |        |        | 西班牙 | 意大利 | 瑞士   |        | 意大利 |        |        |
| 6    |         |        |        |        | 西班牙 | 意大利 |        |        |        |        |
| 7    |         |        |        |        |        | 西班牙 |        |        |        |        |

战时赛事详见第二次世界大战期间的大奖赛。

### 1946年–1949年
| 场次 | 1947   | 1948   | 1949   |
| ---- | ------ | ------ | ------ |
| 1    | 瑞士   | 摩纳哥 | 英国   |
| 2    | 比利时 | 瑞士   | 比利时 |
| 3    | 意大利 | 法国   | 瑞士   |
| 4    | 法国   | 意大利 | 法国   |
| 5    |        | 英国   | 意大利 |

### 其他赛事
- 阿根廷大奖赛
- 澳大利亚大奖赛
- 巴里大奖赛（英语：Bari Grand Prix）
- 比利时大奖赛
- 贝尔格莱德大奖赛（英语：Belgrade Grand Prix）
- 布宜诺斯艾利斯大奖赛（英语：Buenos Aires Grand Prix (motor racing)）
- 智利大奖赛（英语：Chilean Grand Prix）
- 阿切尔博杯（英语：Coppa Acerbo）
- 齐亚诺杯（英语：Coppa Ciano）
- 捷克斯洛伐克大奖赛（英语：Czechoslovakian Grand Prix）
- 达宁顿大奖赛
- 荷兰大奖赛
- 匈牙利大奖赛
- 利沃夫大奖赛（英语：Lviv Grand Prix）

- 一千英里赛（英语：Mille Miglia）
- 摩洛哥大奖赛
- 新西兰大奖赛（英语：New Zealand Grand Prix）
- 佩尼亚林大奖赛（英语：Penya Rhin Grand Prix）
- 俄罗斯大奖赛
- 圣塞瓦斯蒂安大奖赛（英语：San Sebastián Grand Prix）
- 斯德哥尔摩大奖赛（英语：Stockholm Grand Prix） (二级方程式)
- 瑞典夏季大奖赛（英语：Swedish Grand Prix）
- 瑞典冬季大奖赛（英语：Swedish Winter Grand Prix）
- 弗洛里奥盾
- 的黎波里大奖赛（英语：Tripoli Grand Prix）
- 突尼斯大奖赛（英语：Tunis Grand Prix）
- 美国大奖赛
- 范德比尔特杯（英语：Vanderbilt Cup）

## 锦标赛
从1925年起，AIACR和后来的FIA为大奖赛赛车制造商和车手组织的世界和欧洲锦标赛：
- 世界制造商锦标赛（英语：World Manufacturers' Championship）（1925–1927）
- 欧洲车手锦标赛（英语：European Championship (auto racing)）（1931–1932, 1935–1939）
- 世界车手锦标赛（1950–1980）
- 制造商国际杯（1958–1980）
- 世界一级方程式车手锦标赛（1981–现在）
- 世界一级方程式制造商锦标赛（1981–现在）